# Dolina (Białoruś)
Dolina (biał. Даліна, Dalina; ros. Долина, Dolina) – wieś na Białorusi, w obwodzie grodzieńskim, w rejonie lidzkim, w sielsowiecie Trzeciakowce. Z trzech stron (z wyjątkiem południa) graniczy z Lidą.
Wieś położona jest przy linii kolejowej Lida – Mosty i drodze magistralnej M11 (zachodniej obwodnicy Lidy).

## Historia
W dwudziestoleciu międzywojennym okolica szlachecka i zaścianek leżące w Polsce, w województwie nowogródzkim, w powiecie lidzkim, w gminie Lida. W 1921 okolica liczyła 51 mieszkańców, zamieszkałych w 7 budynkach. Zaścianek liczył zaś 8 mieszkańców, zamieszkałych w 1 budynku. Obie miejscowości zamieszkiwali wyłącznie Polacy. Byli oni wyznania rzymskokatolickiego z wyjątkiem 2 mieszkańców okolicy wyznania mojżeszowego.
Po II wojnie światowej w granicach Związku Sowieckiego. Od 1991 w niepodległej Białorusi.